# Веселовка (Полтавская область)
Веселовка (укр. Веселівка) — село,
Великорудковский сельский совет,
Диканьский район,
Полтавская область,
Украина.
Код КОАТУУ — 5321082002. Население по переписи 2001 года составляло 81 человек.

## Географическое положение
Село Веселовка находится на расстоянии в 1 км от сёл Великая Рудка и Судовка.
По селу протекает пересыхающий ручей с запрудой.